# 未来時制
未来時制（みらいじせい）とは、言語で未来の行為、現象、状態等を表現する時制。時制のある言語でも現在時制と未来時制の区別のない言語も多く、その場合には合わせて非過去時制という。逆に未来時制と非未来時制からなる言語もある（ケチュア語など）。
未来は本質的には確定したものではなく、関係する概念として予定、推量、意志・希望、命令・勧誘、当然、当為・義務、可能など（これらは言語学上は法に当たる）がある。言語によってこれらを未来時制で表現したり、表現し分けたり、また別の形式で表現したりする。
過去から見た未来を表現する時制は過去未来時制という。これについては現実と異なる場合もあり、直説法ではなく条件法現在形として扱われることもある。

## 英語
英語では未来表現として一般に法助動詞のwillまたはshallを使う。ただし単純な現在形で確定的未来を表現する場合もあり、基本的には非過去時制といえる。willは歴史的には主語の意志・希望を表現する動詞であったが、現在では未来を表す助動詞として普通に用いられる。shallは歴史的には当然・当為を表し（過去形のshouldは今でもこの意味で用いることが多い）、現在は一般に話者の意志を表すが、アメリカ英語では使用頻度が低く、特殊な用法に限られている。さらにその他の法助動詞may、might、canなども未来の事態を指示するのに使える。
このほか未来表現としてbe going to + 原形動詞が口語でよく使われる。また現在進行形や be to +原形動詞も予定を表すのに使われることがある。
つまり、英語で未来を表すものは大きくwill、shall、「be going to 動詞の原形」の３つがある(使い分けに注意)。

## ドイツ語
ドイツ語では一般に助動詞werdenにより未来を表現するが、これは推量の意味が強く、基本的には非過去時制である。Werdenには「～になる」の意味があり、助動詞としては動詞の不定詞とともに使うと未来、過去分詞とともに使うと受動態を表現する。

## ラテン語とロマンス諸語
ラテン語では未来時制が動詞の活用形として存在する（完了形と未完了形に分かれる）。ラテン語から派生したロマンス諸語にも未来時制があるが、ラテン語の未来形がそのまま残ったわけではない。俗ラテン語では動詞の不定形の後に所有動詞habereの活用形をつけた形（形式上は英語で義務を表す"have to"に当たる）が発達し、ロマンス語（ルーマニア語などを除く）ではhabere部分が接尾辞化して未来語尾となった。同様にhabereの過去形または完了形が過去未来（条件法）語尾となった。また、フランス語やポルトガル語などでは、英語のgoに相当する動詞の後に不定詞を直接付加する構文が生じた。

## ロシア語
ロシア語ではコピュラ動詞бытьのみが未来時制の活用を持つ。それ以外の動詞は、不完了体動詞は「бытьの未来形＋不定詞」という組み合わせで未来を表し、完了体動詞は現在時制の形がそのまま未来の意味を表す。
これはロシア語に限らず、スラヴ語派の多くの言語で同様である。

## 南スラヴ諸語
「望む・欲する」という動詞を助動詞として用いる。この点は英語のwillに似ている。セルビア語・クロアチア語では助動詞は人称変化し不定詞と結びつくが、マケドニア語とブルガリア語は不定詞を欠いているため現在形と結びつき、助動詞は人称変化を失っている（直説法未来の場合）。完了体動詞の現在形は原則として従属節で用いられ、主節ではそれだけで未来を表せない。ロシア語のбытьの未来形にあたる活用形はコピュラ動詞の完了体とされ、セルビア語・クロアチア語では完了分詞（過去分詞、L分詞とも）と結びつき「第二未来形」を作る（未来完了形に該当）。なお、このような「望む・欲する」に由来する未来時制の表現は現代ギリシャ語などの他のバルカン言語連合の言語とも共有している。

## 日本語
日本語には未来時制はなく、非過去時制言語である。未来を表すには、古語では助動詞「む」（否定は「じ」「まじ」）が使われたが、これは基本的には未来ではなく推量の用法であり（現在については「らむ」、過去については「けむ」という）、さらに意志や勧誘も含む広い機能があった。「む」に由来する中世以降の「う・よう」（否定「まい」）は現在・過去をも含めた推量と意志・勧誘の機能がある。現代語の「だろう」は推量用法だけが独立したものであるが、やはり時制を表すものではない。

## 朝鮮語
朝鮮語には未来時制がある（語尾 -겠다、連体形語尾 -ㄹ/-을）。ただし未来語尾 -겠다 は未来表現よりも推量や婉曲法の意味で使われることが多い。意志・推量を表す -겠- は近世朝鮮語期に形成されたが、その起源についてはいまだ明らかではない。これまでは接続形 -게 あるいは時相接尾辞 -거- に存在詞 잇-（ある）が付いたとする説が有力であったが、文献資料による裏づけが十分でない。近年では、-게 に動詞 h@-（する）の過去形 h@’ias- が付き、それが -게얏- と縮約されて形成されたとする説も唱えられている。

## 中国語
中国語では未来時制を表す専用の動詞活用が存在せず、「会」（huì）や「要」（yào）を利用するか、あるいは文脈や時間を表す副詞（「明天」míngtiān：明日、「下周」xiàzhōu：来週など）によって未来を示す。

## アラビア語
アラビア語のフスハー（標準語）では動詞の未来形は接頭辞「سَ」（sa）または「سَوْفَ」（sawfa）を付加することで形成される。例えば「يَكْتُبُ」（yaktubu：彼は書く）に対し「سَيَكْتُبُ」（sayaktubu：彼は書くだろう）や「سَوْفَ يَكْتُبُ」（sawfa yaktubu：彼は書くだろう）となる。口語アラビア語では地域によって未来を表す形式が異なり、例えばエジプト方言では「حـ」（ḥa-）を接頭辞として用いる。

## トルコ語
トルコ語では未来時制を表すために動詞に接尾辞「−acak/−ecek」を付加する（母音調和により変化）。例えば「yazmak」（書く）の未来形は「yazacak」（彼/彼女は書くだろう）となる。この形式は予測や確実な未来事象を表すが、口語では現在進行形「-ıyor/-iyor/-uyor/-üyor」で近接未来を表現することもある。

## 文法化
通言語的に見て、未来を表す形式は、しばしば意図・欲求・義務・移動を表す表現から文法化している (英語のwill、be going toはその典型例である)。